# هوامی، کاماو
هوامی (به ویتنامی: Xã Hòa Mỹ) یک قصبه در ویتنام است که در استان کاماو واقع شده‌است.